# لوغرس
لوغرس (بالأنجليزية: Logres) (أيضًا Logris أو Loegria) هي مملكة الملك آرثر الإسطورية في في (مسألة بريطانيا Matter of Britain). مشتقة من الكلمة الويلزية في العصور الوسطى Lloegyr، اسم غير مؤكد الأصل يشير إلى إنجلترا (Lloegr في الويلزية الحديثة).
في سياقات آرثر، غالبًا ما تستخدم كلمة "Logres" لوصف إقليم بريتون الذي يقابل تقريبًا حدود إنجلترا قبل أن يتم الاستيلاء على المنطقة من قبل الأنجلو ساكسون. وفقًا لجيفري أوف مونماوث في تاريخ ملوك بريطانيا، سميت المملكة على اسم الملك الأسطوري لوكرينوس، الابن الأكبر لبروتوس من طروادة. في تاريخه، استخدم جيفري كلمة "Loegria" لوصف مقاطعة تحتوي على معظم إنجلترا باستثناء كورنوال وربما نورثمبرلاند، كما في هذا المثال من القسم "iv.20" (من ترجمة Puffin Classics التي كتبها لويس ثورب):
تم تقسيم الأبرشيات، ووضعت ديرا تحت محافظة يورك، جنبًا إلى جنب مع ألباني، لأن نهر همبر العظيم يفصل هاتين الإثنتين عن لوغريا. تم وضع لوغريا نفسها تحت محافظة لندن، جنبًا إلى جنب مع كورنوال. يقسم نهر سيفرن هاتين المقاطعتين الأخيرتين من كامبريا أو ويلز، والتي كانت آخر مرة تحت مدينة كارليون. 
تم استخدام اسم "Logres" في العديد من الأعمال الخيالية الحديثة التي تدور أحداثها في بريطانيا، على سبيل المثال، تلك القوة الشنيعة ل و فوق البحر، تحت البحر لسوزان كوبر.